# Difracción de Fresnel

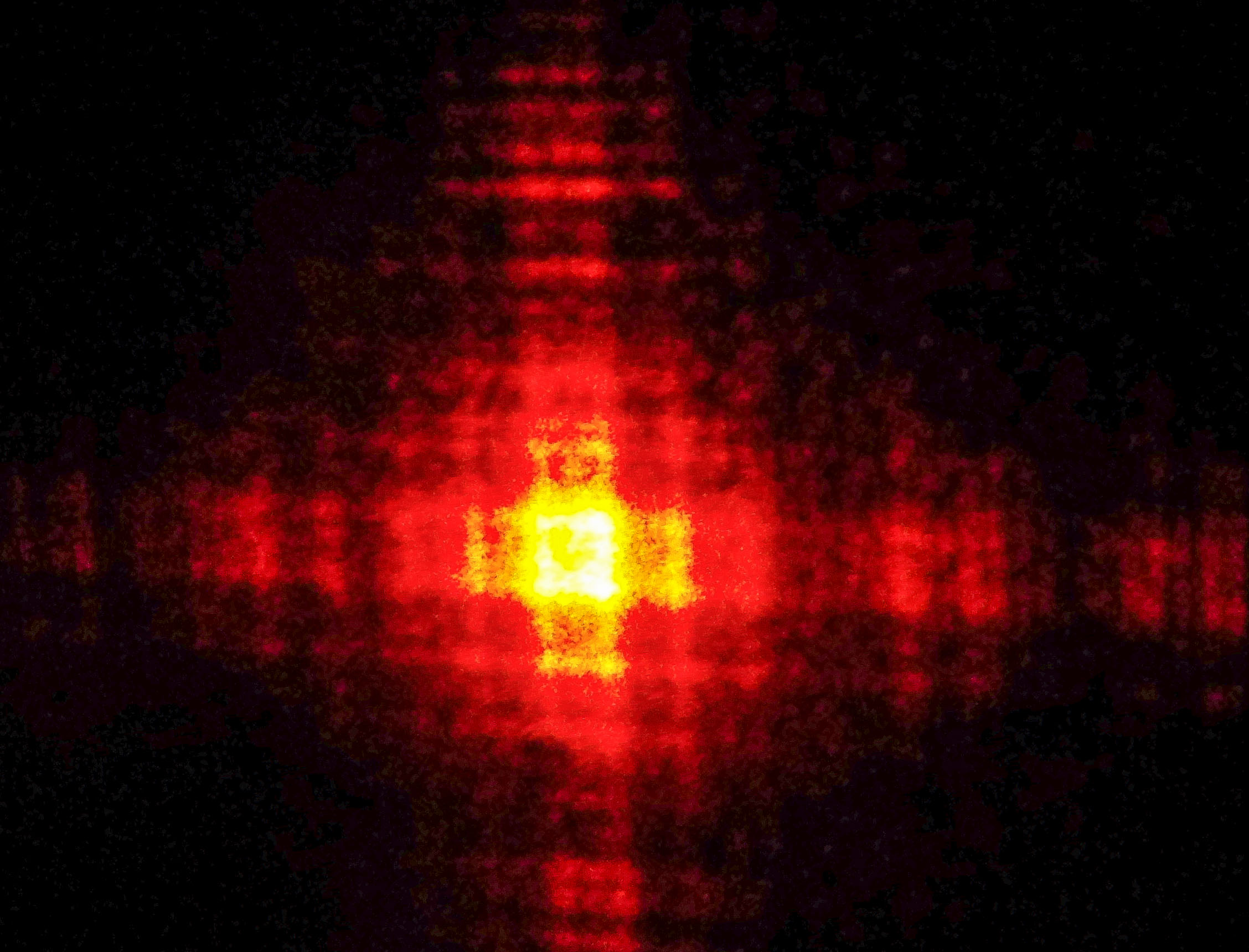
Láser difractado usando una lente y una rendija en forma de cuadro.

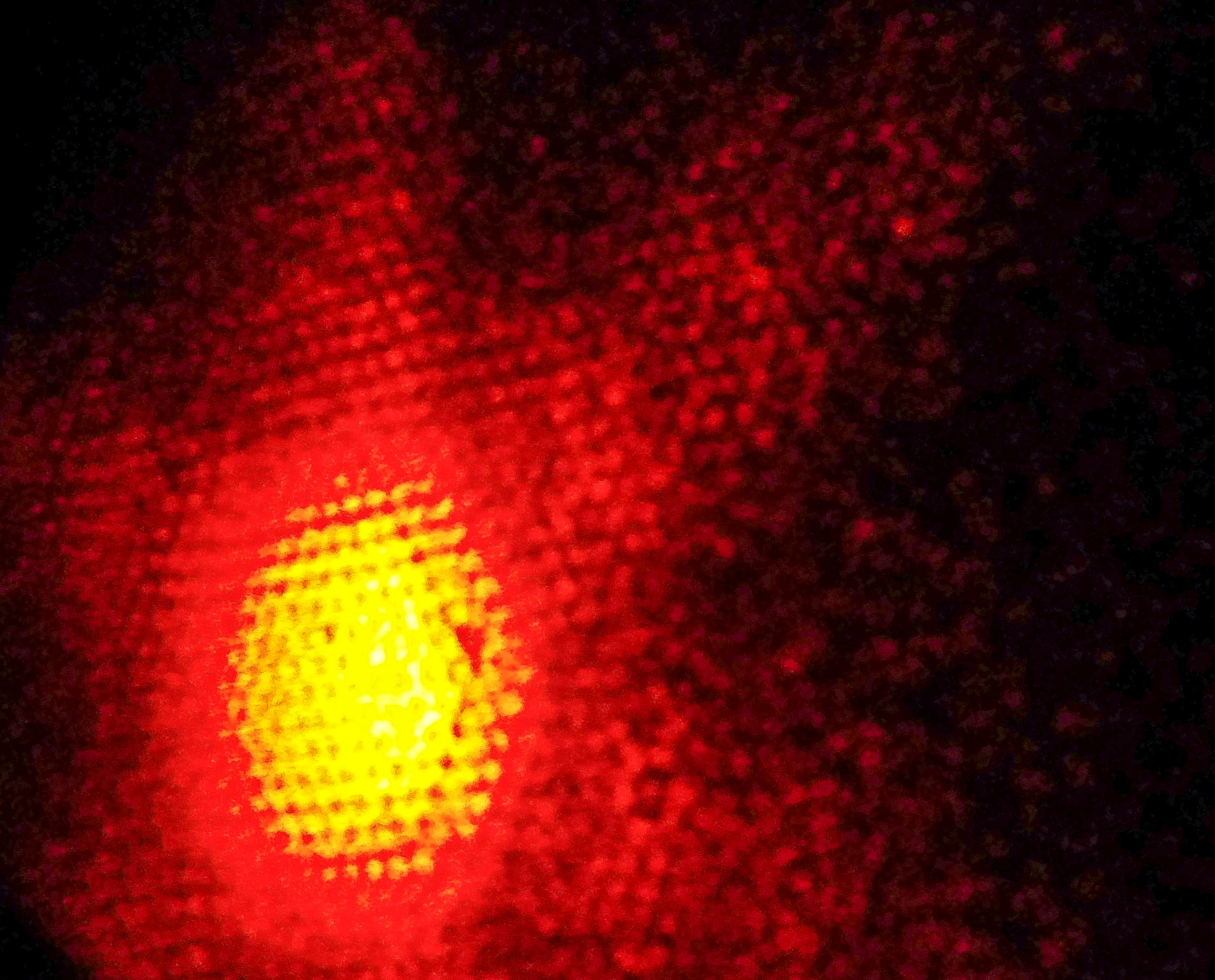
Láser difractado usando una lente y una rendija en forma de hexágono.

Geometría de la difracción, mostrando los planos de la apertura (u objeto difractor) y de la imagen con un sistema de coordenadas.

La difracción de Fresnel o también difracción del campo cercano es un patrón de difracción de una onda electromagnética obtenida muy cerca del objeto causante de la difracción (a menudo una fuente o apertura). Más precisamente, se puede definir como el fenómeno de difracción causado cuando el número de Fresnel es grande y por lo tanto no puede ser usada la aproximación Fraunhofer (difracción de rayos paralelos). 

## Historia
El físico francés Augustin-Jean Fresnel (1788 – 1827) investiga los fenómenos de la luz en el campo de la óptica, y deriva este principio de difracción en el año 1816.

## La integral de Difracción de Fresnel
El patrón de difracción del campo eléctrico en el punto (x, y, z) está dado por:

{\displaystyle E(x,y,z)=-{i \over \lambda }\iint {E(x',y',0){\frac {e^{ikr}}{r}}}dx'dy'}

donde:
- {\displaystyle r={\sqrt {(x-x')^{2}+(y-y')^{2}+z^{2}}}}
- {\displaystyle i\,} es la unidad imaginaria, y
- {\displaystyle \cos \theta ={\frac {z}{r}}} es el coseno del ángulo entre z y r.

La solución analítica de esta integral es imposible excepto para las geometrías de difracción más simples. Por lo tanto esta integral se deberá,para otros casos, calcular numéricamente.

### La difracción de Fresnel
La condición de validez es algo débil y permite que los parámetros de dimensión del obstáculo tengan valores comparables: la apertura es pequeña comparada con el camino óptico. De esta forma es interesante investigar en el comportamiento del campo eléctrico solo en una pequeña porción de área cercana al origen de la fuente luminosa, es decir para valores de x e y mucho más pequeños que z, en este caso se puede asumir que {\displaystyle \theta \approx 0}, esto viene a significar que: {\displaystyle \cos \theta \approx 1}.
De esta forma, al igual que la difracción de Fraunhofer, la difracción de Fresnel ocurre debido a la curvatura del frente de onda. Para la difracción Fresnel el campo eléctrico en un punto ubicado en (x, y, z) está dado por:

{\displaystyle E(x,y,z)=-{i \over \lambda }{e^{ikz} \over z}\iint E(x',y',0)e^{{ik \over 2z}[(x-x')^{2}+(y-y')^{2}]}dx'dy'}

Esta es la integral de difracción de Fresnel; y viene a significar que si la aproximación de Fresnel es válida, el campo propagado es una onda esférica, originada en la apertura y moviéndose a lo largo del eje Z. La integral modula la amplitud y la fase de una onda esférica. La solución analítica de esta expresión es solo posible en casos muy raros. Para casos muy simples, en los que hay distancias mucho más grandes debe verse la difracción de Fraunhofer.